# Симкинское лесничество
Симкинское лесничество — посёлок в Большеберезниковском районе Мордовии. Входит в состав Симкинского сельского поселения.

## География

### Расстояние до
- районного центра (Большие Березники) — 17 км,
- республиканского центра (Саранск) — 67 км,
- ближайшего аэропорта («Саранск») — 66 км[3],
- ближайшей ж/д станции («Чамзинка») — 48 км[2].

### Деление на улицы
В посёлке одна улица — Сосновая.

### Часовой пояс
Населённый пункт находится в часовом поясе на 3 часа больше всемирного координированного времени.

## Население
| 2002 | 2010 |
| ---- | ---- |
| 56   | ↘39  |